# John William Heslop-Harrison
John William Heslop-Harrison (* 1881 in Birtley, County Tyne and Wear; † 23. Januar 1967 ebenda) war ein britischer Botaniker und Zoologe. Er beschäftigte sich vor allem mit dem Melanismus bei Motten. Sein offizielles botanisches Autorenkürzel lautet „Hesl.-Harr.“.
Sein Vater George Heslop Harrison war Lehrling, später Vorarbeiter in den Birtley Ironworks. Seine Mutter, eine geborene Hull war eine begeisterte Gärtnerin. Er besuchte die Bede College Model School in Durham, dann konnte er mit einer County Scholarship das Rutherford College in Newcastle besuchen. Danach wurde er Referendar in Newcastle. Ab 1900 absolvierte er am Durham College of Science eine Lehrerausbildung. Heslop-Harrison arbeitete als Lehrer in zuerst in Gateshead und ab 1905 in Middlesbrough. 1906 heiratete er Christian Watson Henderson. Bereits in seiner Zeit als Lehrer publizierte er in Fachzeitschriften, besonders zum Thema Genetik. 1916 erhielt er den Titel M.Sc. der University of Durham, 1917 wurde er zum D.Sc promoviert. 1917–1923 war er Dozent am Armstrong College der University of Durham in Newcastle. 1920 wurde er Dozent in Zoologie, 1926 Reader für Genetik und 1927 Professor für Botanik. Von 1940 bis 1950 war er Schriftführer der Prüfungskommission der University of Durham. 1921 wurde er zum Fellow of the Royal Society of Edinburgh, 1928 der Royal Society gewählt. Nach seiner Emeritierung war er von 1946 bis 1949 Senior Research Fellow in Durham.
Heslop-Harrison unternahm Experimente und Beobachtungen mit Nachtfaltern (darunter auch die klassische die Darwinsche Evolutionstheorie stützende Beobachtung der Anpassung an industrielle Verschmutzung beim Birkenspanner) und Pflanzenwespen, bei denen er meinte Nachweise für Lamarckismus gefunden zu haben (Vererbung erworbener Eigenschaften). Das wurde aber von J. B. S. Haldane und Ronald Fisher kritisiert und Wiederholungen seiner Experimente kamen zu anderen Ergebnissen. Im Fall des Industriemelanismus beim Birkenspanner wurde die natürliche Selektion durch Vögel in den 1950er Jahren durch Bernard Kettlewell bestätigt und zwischenzeitliche Kritik an Kettlewells Ergebnissen durch Michael Majerus 2012 ausgeräumt.
Heslop-Harrison war ein angesehener Botaniker und in fortgeschrittenem Alter, als er sich mit Funden von bisher dort nicht bekannten Pflanzenarten auf einigen Inseln der Hebriden (besonders Rùm) verdächtig machte (sie fanden sich nur an wenigen Stellen). Wenn sie authentisch waren, hätte dies die Frage berührt, ob die Inseln in der letzten Eiszeit vergletschert waren. Heslop-Harrison nahm unter anderem den Fund der Segge Carex bicolor auf Rum als Beweis, dass die Insel nicht vereist war (ein Nunatak). Der Amateur-Botaniker, Cambridge-Professor und Altphilologe John Earle Raven begann dem 1948 nachzugehen und erstellte einen Bericht, in dem er dies als Betrug darstellte. Nach Raven hatte Heslop-Harrison sie bei früheren Aufenthalten gepflanzt (angesalbt). Der Bericht blieb auf Wunsch von Raven geheim, zirkulierte aber unter der Hand unter den Botanikern Großbritanniens. Die Funde von Carex bicolor und Polycarpon tetraphyllum wurden aus der British Flora getilgt.
Der Journalist Karl Sabbagh schrieb über die Affäre ein Buch. Seit der Veröffentlichung seines Buches konnte Sabbagh weitere Indizien finden, die den Verdacht der Fälschung erhärteten. So fand er in den Archiven des Natural History Museum, dass deren Kustos für Botanik, George Taylor, über die Affäre so beunruhigt war, dass er von R. B. Cooke, einem ehemaligen Kollegen und Freund von Heslop-Harrison, der ihn auf viele Exkursionen begleitete (insbesondere auf die Hebriden), 1981 einen Bericht anforderte. Aus diesem ging hervor, dass Cooke selbst an Fälschungen glaubte. In der Umgebung der Pflanzenfunde fanden sich Hinweise, dass der Boden nicht unberührt war. Auch einige Insektenfunde von Heslop-Harrison auf Rum sind bezweifelt worden.
Heslop-Harrisons Sohn Jack Heslop-Harrison war ebenfalls Botaniker und wurde 1970 Direktor der Royal Botanic Gardens. Sein Kürzel ist Hesl.-Harr.f.